# Плєвако Федір Никифорович
Плєва́ко Фе́дір Ники́форович (*13 (25) квітня 1842 — †23 грудня 1908 (5 січня 1909)) — російський адвокат, судовий оратор, що вигравав складні та заплутані справи.
Народився Федір Никифорович 13 квітня 1842 року в м. Троїцьк (Челябінська область) Оренбурзької губернії (нині Челябінська обл.). Його батько був поляком, а мати башкирка.
Катерина Степанівна і Микола Плєвак мали чотирьох дітей (двоє з них померли немовлятами), але чоловік шлюб не узаконив. Як байстрюк, майбутній «геній слова» отримав по батькові й прізвище (Никифоров) на ім'я Никифора — хрещеного батька свого старшого брата.
Жити в Троїцькому Катерині з дітьми було важко через розмови людей про її розпусту. Коли положення здалося для неї абсолютно нестерпним, вона взяла Федора і хотіла його втопити, щоб той зміг уникнути тяжкої долі. На щастя, дорогою проїздив козак. Дізнавшись, що дівчина замислила смертовбивство, він упрохав її віддати дитину йому на виховання. Катерина віддала йому згорток, а сама пішла додому. На щастя, козаку назустріч йшов батько, який його і врятував.
Федір Никифорович мав двох синів з одним ім'ям, причому вони жили і працювали адвокатами в Москві одночасно: Сергій Федорович Плєвако-старший (народився в 1877 р.) був його сином від першої дружини Е. А. Філіппової, а Сергій Федорович Плєвако-молодший (народився в 1886 р.) — від другої дружини, М. А. Демідової.
Перша дружина Плєвако була народною вчителькою з Тверськой губернії. Шлюб виявився невдалим, Плєвако залишив дружину з малолітнім сином. У своїй біографії Сергій Плєвако-старший не згадав про батька. З другою дружиною Федір Никифорович прожив майже 30 років, до кінця своїх днів.
Його не стало 5 січня 1909 року. Поховали в Москві, в Скорбященському монастирі. Пізніше, коли монастир був закритий, а потім і зруйнований, рештки «московського златоуста» перенесли на Ваганьківське кладовище. На пам'ятнику над його могилою висічено: «Не з ненавистю, а з любов'ю судіть».

## Дитинство
В Троїцькому з 1849 до 1851 р. Федір навчався в приходській і повітовій школах, а влітку 1851 р. сім'я Плєвако переселилася до Москви. Тут Федір Никифорович відтепер проживе все життя. З осені 1851 р. він почав вчитися в Комерційному училищі.
Московське Комерційне училище на Остоженці вважалося тоді зразковим. Навіть персони царського прізвища після приїзду до Москви вшановували його своїми відвідинами, перевіряли знання учнів. Федір і його старший брат Дормідонт вчилися на відмінно, їх імена до кінця першого ж року навчання були занесені на «золоту дошку» училища. На початку другого року училище відвідав принц Петро Ольденбурзький (племінник двох царів — Олександра I і Миколи I). Йому розказали про уміння Федора вирішувати усно і швидко складні задачі з тризначними і навіть чотиризначними цифрами. Принц сам перевірив здатності хлопчика, похвалив його і через два дні прислав йому в подарунок цукерки. А під новий 1853 рік Миколу Плєвак сповістили, що його сини виключаються з училища як байстрюки. Це приниження Федір Никифорович запам'ятає на все життя. Багато років опісля він так напише про це в автобіографії: «Нас оголошували негідними тієї самої школи, яка хвалила нас за успіхи і виставляла напоказ виняткову здатність одного з нас в математиці. Пробач їх Боже! Ось вже і насправді не відали, що творили ці вузьколобі лоби, скоюючи людське жертвопринесення».

## Юність та перша адвокатська практика

Ф. Н. Плєвако за трибуною

Восени 1853 року, завдяки довгим батьківським клопотам, Федір і його брат Дормідонт були прийняті в І Московську гімназію на Пречистенці — відразу в третій клас. За час навчання в гімназії Федір поховав батька і брата, що не дожив до 20 років. Весною 1859 року він закінчив гімназію і вступив на юридичний факультет Московського університету. Будучи студентом, він переклав російською мовою «Курс римського цивільного права» видатного німецького юриста Георга Фрідріха Пухти (1798—1846 рр.), який пізніше ґрунтовно прокоментує і видасть за власний рахунок.
До університету він вступав з батьківським прізвищем Плевак, а після його закінчення додав до нього букву «о», причому називав себе з наголосом на літері «o»: Плєвакó. «Отже, — заключає із цього приводу біограф Федора Никифоровича, — у нього три прізвища: Никифоров, Плєвак, Плєвако».
В 1864 році Плєвако закінчив університет з дипломом кандидата права, але не відразу визначився з покликанням адвоката: більше півроку він працював стажистом в Московському окружному суді, чекаючи відповідної вакансії. Коли ж, згідно з «Положенням» 19 жовтня 1865 р. про введення в дію Судових статутів 1864 року, з весни 1866 року почала формуватися в Росії адвокатура присяжних, Плєвако один з перших в Москві записався помічником до повіреного присяжного М. І. Доброхотова. У званні помічника він встиг проявити себе як найобдарованіший адвокат на кримінальних процесах, серед яких виділялася справа Олексія Маруєва 30 січня 1868 року в Московському окружному суді. Маруєв звинувачувався в двох фальсифікаціях. Федір Никифорович програв цю справу (його підзахисний був визнаний винним і засланий до Сибіру), але захисна промова Плєвако — вже показала його силу, особливо в аналізі свідчень свідків. «Вони, — говорив Плєвако про свідків у справі Маруєва, — не відзиваються забуттям, а один приписує іншому те, що інший, з свого боку, приписує першому. Такі сильні суперечності, так взаємно вони знищують себе в найістотніших питаннях! Яка може бути до них віра?!».
19 вересня 1870 року Плєвако був прийнятий в повірені присяжні округу Московської судової палати, і з того часу почалося його блискуче сходження до вершин адвокатської слави. Правда, вже через два роки воно трохи не обірвалося через його політичну «неблагонадійність».
Річ у тому, що 8 грудня 1872 року начальник Московського губернського жандармського управління генерал-лейтенант І. Л. Сльозкін доповів керівнику III відділення А. Ф. Шульцу, що в Москві розкрито «таємне юридичне товариство», створене з метою «знайомити студентів і взагалі молодих людей з революційними ідеями», «знаходити способи до друкування і літографування заборонених книг і розповсюдження їх, мати постійні стосунки із закордонними діячами». «В даний час, — докладав шеф московської жандармерії, — зазначене товариство має вже дійсних членів до 150 чоловік. В числі головних називають повіреного присяжного Федора Никифоровича Плєвако».
Через сім місяців, 16 липня 1873 року І. Л. Сльозкін повідомив А. Ф. Шульца з тим, що «за цими особами проводиться спостереження і вживаються всілякі заходи до отримання фактичних даних, які б могли служити порукою до виявлення як осіб, що складали таємне юридичне товариство, так і всіх його дій». У результаті, таких даних, «які б могли служити порукою…», знайти не вдалося. Справа про «таємне юридичне товариство» була закрита, його передбачувані «дійсні члени» уникнули репресій. Але Плєвако з того часу аж до 1905 р. підкреслено сторонився «політики». Єдиний з корифеїв російської адвокатури, він жодного разу не виступав захисником на політичних в строгому значенні цього слова процесах, де судилися народники, народовольці, соціал-демократи, есери, кадети тощо. Погодився він виступити кілька разів лише на процесах у справах різного роду «безладів» з політичним відтінком.

## Плєвако— оратор
Оратором Плєвако був унікальним. Правда, на відміну від інших корифеїв адвокатури присяжних — таких, як А. І. Урусов, С. А. Андріївський, Н. П. Карабчевський, він був бідний зовнішніми даними. «Вилицювате, незграбне обличчя калмицького типу з широко розставленими очима, з неслухняними пасмами довгого чорного волосся могло б назватися потворним, якби його не освітлювала внутрішня краса, що була то в загальному одухотворному виразі, то в добрій, левовій усмішці, то у вогні і блиску говорячих очей. Його рухи були нерівні і часом незграбні; погано сидів на ньому адвокатський фрак, а тихий голос йшов, здавалося, врозріз з його покликанням оратора. Але в цьому голосі звучали ноти такої сили і пристрасті, що він захоплював слухача». Секрет ораторської невідхильності Плєвако був не тільки і навіть не стільки в майстерності слова. «Головна його сила, — згадував В. В. Вересаєв, — полягала в інтонаціях, в нездоланній, чаклунській заразливості відчуття, яким він умів запалити слухача. Тому промови його на папері і у віддаленій мірі не передають їх приголомшливої сили».
Плєвако-оратор був підкреслено індивідуальний. Далеко не такий ерудит, як Урусов або Спасович, він був сильний життєвою кмітливістю і хваткою, «народністю» витоків свого красномовства. Поступаючись Спасовичу в глибині наукового аналізу, Карабчевському — в логіці доказів, Александрову — у сміливості, Урусову і Андріївському — в гармонії слова, він перевершував їх всіх в заразливій щирості, емоційній потужності, ораторській винахідливості. Взагалі, на авторитетну думку А. Ф. Коні, «в Плєвако крізь зовнішній вид захисника виступав трибун», який, проте, ідеально володів трояким покликанням захисту: «переконати, зворушити, вмилостивити». «Він був майстром красивих образів, каскадів гучних фраз, спритних адвокатських трюків, дотепних витівок, що приходили йому в голову несподівано». Наскільки були непередбачувані захисні знахідки Плєвако, видно з його виступів, про які свого часу ходили легенди.
В особі Плєвако поєднувалися цілісність, нігілізм і релігійність, життєва простота і розгульне панство (він влаштовував гомеричні бенкети на зафрахтованих ним пароплавах від Нижнього Новгорода до Астрахані). Добрий до бідних, він буквально вибивав величезні гонорари з купців, вимагаючи при цьому аванси. Одного разу якийсь товстосум, не зрозумівши слова «аванс», довідався, що це таке. «Завдаток знаєш?» — питанням на питання відповів Плєвако. — «Знаю». — «Так от аванс — той же задаток, але втричі більше».
Про відношення Плєвако до такого роду клієнтів говорить наступний факт. Купець першої гільдії Персиць подав в Московську раду повірених присяжних скаргу на те, що Федір Никифорович відмовився прийняти його, побив і спустив з сходів. Вони зажадали у Плевако письмове пояснення. Той пояснив, що не міг прийняти Персиця за сімейними обставинами, призначив йому інший день і попросив піти. «Але Персиць ліз до кімнати. Тоді, виведений з терпіння зухвалістю і нахабством Персиця, я узяв його за руку і повернув на вихід. Персиць різко відштовхнув мою руку, але я повернув його до себе спиною, вигнав з будинку нахабу, закрив двері і викинув йому його шубу у вестибюль. Бити його мені не було ніякої потреби». Порада залишила скаргу купця без наслідків.
У товариському колі, серед колег за адвокатським цехом Плєвако користувався репутацією «артільної людини». Його товариш, що укрив під псевдонімом-ініціалом «С», писав про нього в 1895 р.: «Він не може не викликати до себе симпатій межею своєї невимірної добродушності і серцевої м'якості, якими пройняті наскрізь відносини його до товаришів і до всіх оточуючих взагалі». Змолоду і до смерті він був в Москві неодмінним членом різних добродійних установ — таких, як «Суспільство піклування, виховання і навчання сліпих дітей» і «Комітет сприяння влаштуванню студентських гуртожитків».
Симпатичною рисою вдачі Плєвако була його поблажливість до заздрісників і злостивців. На гулянці з нагоди 25-річчя його адвокатської кар'єри він привітно чокався і з друзями, і з недругами. Коли його дружина здивувалася цьому, Федір Никифорович із звичайною йому добродушністю зітхнув: «А що ж мені їх судити!».

## Релігія в житті Федора Плєвако
Однією з головних рис Плєвако його біографи вважають релігійність. Він був глибоко віруючою людиною — все життя, з раннього дитинства і до смерті. Під свою віру в Бога він підводив навіть наукове обґрунтовування. Богословський відділ в його домашній бібліотеці був одним з найбагатших. Плєвако не тільки дотримувався релігійних обрядів, молився в церкві, любив хрестити дітей всіх станів і рангів, служив титарем (церковним старостою) в Успенському соборі Кремля, але і намагався примирити «блюзнірські погляди» Л. М. Толстого з догматами офіційної церкви, а в 1904 р. на прийомі у Папи Римського Пія Х доводив, що оскільки Бог один, то у світі повинна бути одна віра і, отже, католики і православні зобов'язані жити у злагоді.
Будучи церковним старостою, він постійно жертвував на потреби церкви і християнської освіти, допомагав бідним студентам і талановитим ученим, причому допомагав дуже великими грошовими сумами. До самої своєї кончини в 1908 р. він дружив з двома відомими церковними діячами — професором Московської Духовної Академії Н. І. Суботіним і архімандритом О. Павлом Пруським, настоятелем єдиновіруючого місіонерського монастиря в Москві.
Великим постом Федір Никифорович виїжджав на всю першу седмицю в монастир і там суворо проводив дні говіння. Відвідував всі монастирські служби, беручи участь в читанні повчань. Відомо також, що їжею для нього був чорний хліб і вода. Тільки після сповіді вранці в суботу і ухвалення Святих Христових Тайн Ф. Н. Плєвако вживав їжу з олією.
Перед виступом на захист у якій-небудь справі в суді Ф. Н. Плєвако довго молився. Одного разу його відвідав у невідкладній справі один сановник. Секретар Плевако повідомив сановника, що доведеться трохи почекати, оскільки Федір Никифорович молиться Богу і не приймає.
Один випадок з його судової практики — просто чудовий. У Калузі, в окружному суді, розбиралася справа про банкрутство місцевого купця. Захисником купця, який заборговував був Ф. Н. Плєвако. Засідаючі присяжні в залі — це купці з довгими бородами, міщани і інтелігенти християнського вдачі. Будівля суду була розташована напроти кафедрального собору. Йшла друга седмиця Великого посту. Послухати промову Плєвако зібралося все місто.
Федір Никифорович, вивчивши справу, серйозно приготувався до захисної промови, але йому не давали слова. Нарешті, близько 5 годин вечора голова суду запросив адвоката підзахисного.
Він зайняв трибуну, як раптом у цей момент в кафедральному соборі ударили у великий дзвін — до пісної вечері. Плєвако осяяв себе хресним знаменням і голосно прочитав: «Господи и Владыко живота моего, дух праздности… не даждь ми. Дух же целомудрия… даруй мне… и не осуждати брата моего…» Неначе щось пронизало всіх присутніх. Всі встали за присяжними. Встали і слухали молитву і суддівські чини. Тихо, майже пошепки, точно знаходячись в храмі, Федір Никифорович виголосив маленьку промову, зовсім не ту, яку готував: „Зараз священик вийшов з вівтаря і, низько кланяючись, читає молитву про те, щоб Господь дав нам силу не «засуджувати брата свого». А ми у цей момент зібралися саме для того, щоб засудити свого брата. Пани засідаючі присяжні, підіть в дорадчу кімнату і там в тиші запитайте свою християнську совість, чи винен брат ваш, якого судите ви? І голос Божий через вашу християнську совість скаже вам про його невинність. Ухваліть йому справедливий вирок“.
Присяжні радилися п'ять хвилин, і повернувшись в зал, старшина оголосив їхнє рішення:
— Ні, не винен.
Протоієрей Василь Демідов якось спитав у Плєвако, де ж він навчився красномовству, хто був його наставником?
Адвокат розказав, що головним професором красномовства у нього був святий Іван Золотоустий.
Логіку вчив у святого Григорія Богослова, бо правильнішого і логічно послідовного мислення, на думку адвоката, рідко у кого з його сучасників можна зустріти. Коли Плєвако почав вивчати духовну літературу і, зокрема, твори російських духовних письменників, знайшов в них блискучі приклади багатства мови, логіки і глибини думки.

## Культурні надбання Ф.Н.Плєвако
Викликають пошану культурні надбання Плєвако. «Бібліотека його всеосяжна», — свідчив письменник П. А. Россієв. Плєвако дорожив своїми книжками, але щедро роздавав їх друзям і знайомим «почитати», на відміну від «книжкових скупих», на зразок філософа В. В. Розанова, який принципово нікому не давав своїх книг, кажучи: «Книга не діва, нічого їй по руках ходити». Судячи за спогадами Б. С. Утевського, Плєвако, хоча і «був пристрасним любителем і збирачем книг», сам «мало читав». В. І. Смолярчук спростував цю думку, довівши, що читав Плєвако багато. Правда, він не любив белетристику, але захоплювався літературою з історії, права, філософії і навіть «у відрядження брав з собою» книги І. Канта, Г. Гегеля, Ф. Ніцше, К. Фішера, Г. Еллінека. Взагалі, „у нього було якесь ніжне і дбайливе відношення до книг — до своїх і чужих, — згадував про Плевако Б. С. Утевський, сам великий книголюб. — Він любив порівнювати книги з дітьми. Його глибоко обурював вид розпатланої, порваної або забрудненої книги. Він говорив, що так само, як існує «Суспільство захисту дітей від жорстокості», треба організувати «Суспільство захисту книг» і у винуватців такого відношення до книг віднімати їх так само, як віднімають дітей у жорстоких батьків або опікунів“.
Федір Никифорович був не просто начитаний. Його замолоду відрізняло рідкісне поєднання виняткової пам'яті і спостережливості з даром імпровізації і відчуттям гумору, що виражалося в каскадах гостроти, каламбурів, епіграм, пародій — і в прозі, і у віршах. Його сатиричний експромт «Антифони», складений «в декілька хвилин», П. А. Россієв надрукував в № 2 «Історичного вісника» за 1909 р. Ряд своїх фейлетонів Плєвако друкував в газеті свого приятеля Н. П. Пастухова «Московський листок», а в 1885 р. видавав у Москві власну газету «Життя», але «підприємство не мало успіху і на десятому місяці припинилося».
Не випадково був дуже широкий круг особистих зв'язків Плєвако з майстрами культури. Він спілкувався з І. С. Тургєнєвим, Л. М. Толстим, дружив з В. І. Суриковим, М. О. Врубелем, К. О. Коровіним, К. С. Станіславським, М. Н. Ермоловою, Ф. І. Шаляпіним, В. А. Гольцевим з іншими літераторами, художниками, артистами, з книговидавником І. Д. Ситіним. Федір Никифорович любив всі види видовищ від народних гулянь до елітних спектаклів, але з найбільшим задоволенням відвідував два «храми мистецтв» в Москві — Приватну російську оперу С. І. Мамонтова і Художній театр К. С. Станіславського і В. І. Немировича-Данченко.
Оригінальність дарування Плєвако Ф. Н. імпонувала не всім. Поет Д. Д. Мінаєв, визнавши ще в 1883 р., що Плєвако — адвокат, «давно відомий усюди, як зірка рідного зодіаку», склав про нього гостру епіграму:
Проврется ль где-нибудь писака,

Случится ль где в трактире драка,

На суд ли явится из мрака

Воров общественных клоака,

Толкнет ли даму забияка,

Укусит ли кого собака,

Облает ли зоил-плевака,

Кто их всех спасает? — Плевако.
Іронічно, хоча не без пошани, представлений Плєвако і в «Словнику-альбомі П. К. Мартьянова».
Не любив Федора Никифоровича М. Є. Салтиков-Щедрін, який, до речі, взагалі лихословив адвокатуру як «помийну яму». В 1882 р. він так розказував про Плєвако московському нотаріусу і літератору Н. П. Орлову: "Я зустрівся з ним у А. Н. Пипіна і сказав: «Правда, що ви можете поставити на голову стакан з квасом і танцювати?». А він витріщив на мене свої очища і відповідає: «Можу!».
За свідченням Д. П. Маковицького, Л. М. Толстой в 1907 р. назвав Плєвако «порожньою людиною». Але раніше, в листі до дружини, Софії Андріївни, від 2 листопада 1898 р. Лев Миколайович дав такий відгук: «Плєвако — обдарована і швидше приємна людина, хоча не повний, як всі фахівці». За спогадами П. А. Россієва, Толстой „направляв мужиків саме до Плєвако: «Федір Никифорович, обіліть нещасних»“.

## Кримінальні справи
Першою справою був «Митрофанієвській процес», суд над ігуменею Серпуховського монастиря владики Митрофанії, який викликав інтерес навіть в Європі. У житті баронеса Параска Григорівна Розен, дочка героя російської Вітчизняної війни 1812 р. і намісника на Кавказі 1831—1837 рр., генерала від інфантерії і генерал-ад'ютанта Г. В. Розена (1782—1841), фрейліна царського двору, вона в 1854 р. постриглася в черниці, а з 1861 р. володарювала в Серпухівському монастирі. За десять років монастирського управління ігуменя, спираючись на свої зв'язки і близькість до двору, накрала за допомогою шахрайства і фальсифікацій понад 700 тисяч рублів. Слідство у справі Митрофанії почав в Петербурзі А. Ф. Коні (у той час прокурор Петербурзького окружного суду), а судив її 5-15 жовтня 1874 р. Московський окружний суд під головуванням П. А. Дейєра. Плєвако як повірений потерпілих став на процесі головним обвинувачем ігумені. Підтвердивши висновки слідства, спростувавши доводи захисту, він заявив: «Подорожній, що йде повз високі стіни монастиря, побожно хреститься на золоті хрести храмів і думає, що йде повз будинок Божий, а в цьому будинку вранішній дзвін підіймав настоятельку і її слуг не на молитву, а на темні справи! Замість храму — біржа, замість люду, що молиться, — аферисти, замість молитви — вправи в складанні векселів, замість подвигів добра — приготування до помилкових свідчень; ось що ховалося за стінами. Вище, вище будуйте стіни ввірених вам об'єднань, щоб світу не було видно справ, які ви творите під покривом ряси і обителі!». Суд визнав ігуменю Митрофанію винною в шахрайстві і фальсифікаціях і засудив її до висилки до Сибіру.
У 1874 Плєвако захищав землевласників Верхньодніпровського повіту Катеринославської губернії братів Олександра та Миколу Новохацьких. яких звинувачували у позбавленні волі сестри Марії, а також у вимаганні погрозами та побоями грошового зобов'язання у брата, Костянтина Новохацького. Суд присяжних братів Новохацьких виправдав
На гучному процесі П. П. Качки в Московському окружному суді 22-23 березня 1880 р. Плєвако був у ролі захисника підсудної. Тут частково було видно політичний аспект. Річ у тому, що 18-річна дворянка Параска Качка була падчеркою народного пропагандиста Н. Е. Бітміда і оберталася в «поганому середовищі». 15 березня 1879 р. на молодіжній вечірці в квартирі народника П. В. Гортинського П. Качка застрелила свого коханого, студента Броніслава Байрашевського, і спробувала було убити себе, але не змогла. Суд кваліфікував справу як вбивство з ревнощів.
Плєвако, давши психологічний, майстерний, аналіз всього пережитого звинуваченої за її 18 років (сирітське дитинство, «фізичне нездоров'я», обдурена любов), звернувся до милосердя присяжних: «Придивіться до цієї 18-річної жінки і скажіть мені, що вона — зараза, яку потрібно знищити, або заражена, яку треба пощадити? Не з ненавистю, а з любов'ю судіть, якщо хочете правди. Нехай, за щасливим виразом псаломщика, правда і милість зустрінуться у вашому рішенні, істина і любов поцілуються!». Суд визначив помістити Качку в лікарню.
Можливо, в найскладнішому для себе положенні Плєвако як захисник виявився на процесі Олександра Бартенєва у Варшавському окружному суді 7 лютого 1891 р., але саме тут він вимовив одну з найблискучіших своїх промов, яка незмінно включається у всі збірки зразків російського судового красномовства. Корнет Бартенєв 19 червня 1890 р. в своїй квартирі застрелив популярну артистку імператорського Варшавського театру Марію Вісновську. Слідство встановило, що вбивця і його жертва любили один одного. Бартенєв ревнував Вісновську, а та не дуже вірила в його любов. За словами Бартенєва, підтвердженим записками Вісновської, вони в останній вечір домовлялися піти з життя: він уб'є її, а потім — себе. Бартенєв, проте, застреливши її, стріляти в себе не став. Сам факт вбивства він не тільки не заперечував, але і добровільно повідомив про нього своєму начальству відразу після того, як це трапилося.
Плєвако на самому початку своєї тригодинної захисної промови пояснив, чого добивається захист — не виправдати підсудного, а лише пом'якшити «міру заслуженої кари». Не дозволивши собі кинути щонайменшу тінь на репутацію Вісновської (хоча навіть обвинувач говорив про «темні плями» в її житті), Федір Никифорович «анатомував» злочин Бартенєва: «Бартенев весь пішов у Вісновську. Вона була його життям, його волею, його законом. Накажи вона — він пожертвує життям. Але Вісновська веліла йому убити її, перш ніж убити себе. Він виконав дивний наказ. Але тільки-но він зробив це, відразу ж розгубився: господаря його душі не стало, не було більше тієї живої сили, яка по своєму свавіллю могла штовхати його на добре і на зле». На закінчення своєї промови Плєвако вигукнув: «О, якби мертві могли подавати голос у справах, що їх стосується, я віддав би справу Бартенєва на суд Вісновській!».
Бартенєв був засуджений до 8 років каторги, але Олександр III замінив йому каторгу розжалуванням у рядові.
Мабуть, найбільший суспільний резонанс зі всіх кримінальних справ з участю Плєвако викликала сенсаційна справа С. І. Мамонтова в Московському окружному суді із засідаючими присяжними 23-31 липня 1900 р. Сава Іванович Мамонтов (1841—1918) — промисловий магнат, головний акціонер залізничної і двох заводських компаній, був одним з найпопулярніших в Росії меценатів. Його підмосковний маєток Абрамцево в 1870-1890-х роках був важливим центром російського художнього життя. Тут зустрічалися і працювали І. Ю. Рєпін, В. І. Суріков, В. О. Сєров, В. М. Васнєцов, В. Д. Полєнов, К. С. Станіславський, Ф. І. Шаляпін. В 1885 р. Мамонтов заснував на свої кошти Московську приватну російську оперу, де вперше і проявив себе як великий співак Шаляпін, а разом з ним показали себе і Н. І. Забела-Врубель, Н. В. Саліна, В. А. Лосський і ін. Восени 1899 р. російська громадськість була шокована звісткою про арешт і швидкий перебіг суду Мамонтова, двох його синів і брата за звинуваченням у «розкраданні і привласненні» 6 млн рублів із засобів Московсько-ярославсько-архангельської залізниці.
Процес у справі Мамонтова вів голова Московського окружного суду Н. В. Давидов (1848—1920) — авторитетний юрист, близький друг і консультант Л. М. Толстого, що підказав письменнику сюжети п'єс «Живий труп» і «Влада тьми». Звинувачував товариш прокурора Московської судової палати П. Г. Курлов (майбутній командир Окремого корпусу жандармів). В числі свідків виступили письменник Н. Г. Гарин-Михайлівський (автор тетралогії «Дитинство Артема», «Гімназисти», «Студенти», «Інженери») і директор Приватної опери К. С. Вінтер. Друзі Сави Мамонтова В. І. Суриков і В. Д. Полєнов, запросили Плєвако захищати його. Інших обвинувачених захищали ще три корифеї вітчизняної адвокатури: Н. П. Карабчевський, В. А. Маклаков і Н. П. Шубинський.
Центральною подією процесу стала захисна промова Плєвако. Федір Никифорович відразу визначив слабкість головного пункту звинувачення. «Розкрадання і привласнення, — говорив він, — залишають сліди: або минуле Сави Івановича повно божевільної розкоші, або теперішній час — неправедної користі. А ми знаємо, що ніхто не вказав на це. Коли ж, відшукуючи привласнене, судова влада зі швидкістю, важливістю справи, що викликається, увійшла до його будинку і стала шукати незаконно награбоване багатство, вона знайшла 50 рублів в кишені, залізничний квиток, що вийшов з обігу, сто німецьких марок. Але розсудіть, що ж тут було? — запитував Плевако. — Злочин хижака або помилка розрахунку? Грабіж або промах? Намір шкодити Ярославській дорозі або пристрасне бажання врятувати її інтереси?».
Заключні слова Плєвако були, як завжди, ефективні: "Якщо вірити духу часу, то — «горе переможеним!». Але нехай цей мерзенний вираз повторюють язичники. А ми скажемо: «пощада нещасним!».
Суд визнав факт розтрати. Але всі підсудні були виправдані.
Сам Федір Никифорович пояснював секрети своїх успіхів як захисника дуже просто. Перший секрет: він завжди був буквально сповнений відчуттям відповідальності перед своїми клієнтами. «Між положенням прокурора і захисника — величезна різниця, — говорив він на процесі С. І. Мамонтова. — За прокурором стоїть мовчазний, холодний, непорушний закон, а за спиною захисника — живі люди. Вони покладаються на своїх захисників, підіймаються до них на плечі і… жахливо посковзнутися з такою ношею!». До того ж Плевако умів впливати на засідаючих присяжних. Цей свій секрет він так пояснив В. І. Сурикову: «Адже ти, Василь Іванович, коли пишеш свої портрети, прагнеш заглянути в душу тієї людини, яка тобі позує. Так от і я прагну проникнути поглядом в душі присяжних і виголошую промову так, щоб вона дійшла до їх свідомості».
Чи був Плєвако завжди переконаний в безвинності своїх підзахисних? Виявляється, ні. В захисній мові у справі Олександри Максименко, яка звинувачувалася в отруєнні власного чоловіка (1890 р.), він прямо сказав: „Якщо ви запитаєте мене, чи переконаний я в її невинності, я не скажу «так, переконаний». Я брехати не хочу. Але я не переконаний і в її винності. Коли треба вибирати між життям і смертю, то всі сумніви повинні розв'язуватися на користь життя“. Втім, явно неправих справ адвокат Плевако, судячи з усього, уникав. Так, він відмовився захищати скандально відому аферистку Софію Блювштейн, на прізвисько «Сонька — золота ручка».
Зрозуміло, сила Плєвако як судового оратора полягала не тільки у винахідливості, емоційності, психологізмі, але і в живописності слова. Хоча на папері його промови багато що втратили, вони все-таки залишаються виразними.

## Справи політичного характеру
Першою за часом з політичних справ стала для Плєвако так звана «охотнорядська справа» 1878 р. про студентів, які влаштували в Москві демонстрацію солідарності з політичними виселенцями, були побиті поліцією і передані до суду за те, що чинили опір при побитті. Влада кваліфікувала справу як «вуличне безладдя» і довірили її світовому суду. Політичний характер справи розкрили на суді обвинувачені. Їх активно підтримав повірений присяжний Н. П. Шубинський — товариш Плєвако по адвокатурі. Федір Никифорович виступав на цьому процесі обережно, знаючи про те, що не тільки зал суду, але і підходи до нього заповнені молодими радикалами, а провулки і вулиці навколо башти — загонами поліції.
Набагато сміливіше вступився він за бунтівників-селян в гучній Люторичній справі. Весною 1879 р. селяни с. Люторичі Тульської губернії збунтувалися проти знущання поміщиком, керівником московського дворянства графом А. В. Бобринським. Бунт було придушено силами війська, а його «підбурювачі» (34 чол.) передані до суду за звинуваченням в «опорі владі». Справу розглядала Московська судова палата із представниками суду в грудні 1880 р. Плєвако узяв на себе не тільки захист всіх обвинувачених, «але і витрати на їх утримання протягом трьох тижнів процесу». Його захисна промова прозвучала звинуваченням пануючого тоді в Росії режиму. Визначивши положення селян після реформи 1861 р. як «напівголодну свободу», Плєвако з цифрами і фактами в руках показав, що в Люторичах життя стало «у сто разів важчим за дореформенне рабство». Він був дуже обурений, і вигукнув в адресу Бобринського і його керівника А. К. Фішера: «Соромно за час, в який живуть і діють подібні люди!». Що стосується звинувачення його підзахисних в підбурюванні бунту, то Плєвако заявив суддям: «Підбурювачі були. Я знайшов їх і з головою видаю вашому правосуддю. Вони — підбурювачі, вони — призвідники, вони — причина всіх причин. Бідність безвихідна, безправ'я, безсоромна експлуатація, всіх і вся довівших до розорення, — ось вони, підбурювачі!».
Після промови Плєвако в залі суду, за свідченням очевидця, «гриміли оплески схвильованих, приголомшених слухачів». Суд був вимушений виправдати 30 з 34-х підсудних. А. Ф. Коні вважав, що виступ Плевако на цьому процесі «був за умов і настроїв того часу цивільним подвигом».
Також сміливо і голосно виступив Плєвако на процесі у справі учасників історичного Морозівського страйку робітників Нікольської мануфактури фабрикантів Морозових у ст. Оріхове (нині м. Оріхово-Зуєво Московської обл.). Цей найбільший і організований у той час в Росії страйк з 7 по 17 січня 1885 р. носив частково політичний характер: керували ним робітники-революціонери П. А. Моїсеєнко, В. С. Волков і Л. І. Іванов, а в числі вимог страйкуючих, пред'явлених губернатору, була «повна зміна умов найму між господарем і робітниками за виданим державним законом». Справа про страйк слухалася на двох процесах у Володимирському окружному суді в лютому і в травні 1886 р. На першому з них, 7 лютого, головних обвинувачених — Моїсеєнко і Волкова — захищав Плевако.
І цього разу, як в Люторичній справі, Плєвако виправдовував підсудних, кваліфікуючи їхні дії як вимушений «протест проти безправного свавілля» з боку експлуататорів народу і стоячою за ними влади. «Фабрична адміністрація, всупереч загальному закону і умовам договору, — підкреслював Федір Никифорович, — не опалює заклад, робітники стоять у верстата при 10-15 градусах морозу. Мають право вони піти, відмовитися від роботи за наявності беззаконних дій господаря, або повинні замерзнути героїчною смертю? Господар, всупереч договору, дає не обумовлені роботи, розраховує не за умовою, а за свавіллям. Чи повинні робітники мовчати, або можуть окремо і разом відмовитися від роботи не за умовою? Вважаю, що закон охороняє законні інтереси господаря проти беззаконня робітників, а не бере під свій захист усілякого господаря, в усілякому його свавіллі». Змальовувуючи положення морозівських робітників, Плєвако, за спогадами П. А. Моїсеєнко, вимовив слова, які не увійшли до опублікованого тексту його промови: «Якщо ми, читаючи книгу про чорношкірих невільників, обурюємося, то тепер перед нами білі невільники».
Суд зрозумів доводи захисту. Навіть Моїсеєнко і Волков, визнані ватажки страйку, були засуджені лише до трьох місяців арешту, тринадцять чоловік — до арешту від семи днів до трьох тижнів, і двоє виправдані.
Надалі Плєвако ще, принаймні, двічі виступав захисником у справах про робоче «безладдя» з політичним відтінком. В грудні 1897 р. Московська судова палата розглядала справу про робітників фабрики Н. Н. Коншина в м. Серпухові. Сотні робітників вчинили заколот проти нелюдських умов праці і побуту, стали громити квартири фабричного начальства і були усмирені лише озброєною силою, чинячи при цьому «опір владі». Плєвако тут поставив і роз'яснив дуже важливе — як юридично, так і політично, — питання про співвідношення особистої і колективної відповідальності за підсудну справу. «Вчинено діяння беззаконне і нестерпне, — говорив він. — Злочинцем був натовп. А судять не натовп. Судять декілька десятків осіб, помічених в натовпі. Це теж свого роду натовп, але вже інший, малий; той утворили масові інстинкти, цей — слідчі і обвинувачувачі. Все, що вимальовувало бунт маси, приписуємо натовпу, скопищу, а не окремим людям. А судимо окремих осіб: натовп пішов». І далі: «Натовп — будівля, люди — цегла. З однієї і тієї ж цегли будується і храм Богу, і в'язниця — житло знедолених. Бути в натовпі ще не значить бути носієм його інстинктів. В натовпі богомольців завжди туляться і кишенькові злодії. Натовп заражає, особи, що входять до нього, заражаються. Бити їх — це все одно, що боротися з епідемією, вбиваючи хворих».
У результаті суд і за цією справою визначив підсудним мінімальні покарання.
Що стосується процесу в Московській судовій палаті весною 1904 р. у справі про робоче «безладдя» на підмосковній мануфактурі А. І. Баранова, то в цей процес вносили політичне значення захисники, ліберальні представники так званої «молодої адвокатури»: Н. К. Муравйов, Н. В. Тесленко, В. А. Маклаков, М. Л. Мандельштам. Разом з ними, за їхнім запрошенням, захищав робочих Плєвако. На відміну від своїх колег, які прагнули обернути судовий процес в «перший урок політграмоти, школу політичного виховання» підсудних, Федір Никифорович виступав, за спогадами Мандельштама, окремо від політики: „в його захисті звучали не революційні, а «загальнолюдські ноти». Він звертався не до робочих мас. Він говорив з класами привілейованими, переконуючи з відчуття людинолюбства протягнути руку допомоги робітникам“.
Наступний процес був суто політичним, хоча і без участі яких-небудь революціонерів, а саме звинувачення формулювалося аполітично: «наклеп». Як обвинувачений перед Петербурзьким окружним судом з'явився редактор-видавець газети «Громадянин» Володимир Мещерський, позивачем був орловський керівник дворянства М. А. Стахович, а Плєвако і В. А. Маклаков виступили в ролі повірених позивача, підтримуючи звинувачення. Суть справи полягала в тому, що Стахович написав статтю з протестом проти катувань, яким поліція піддавала свої жертви. Ця стаття, після того, як її відхилили три підцензурні органи, була надрукована в нелегальному журналі П. Б. Струве «Звільнення» з обмовкою: «без згоди автора». Мещерський в № 28 своєї газети за 1904 р. облаяв Стаховича і його «намір кинути звинувачувальну тінь на адміністративну владу», «співпраця з революційним виданням», «образа патріотизму, майже рівна писанню співчутливих телеграм японському уряду» (у той час йшла російсько-японська війна).
Плевако буквально прославив Стаховича, підкресливши «всю чистоту намірів, всю правоту засобів, якими істинний громадянин своєї країни бореться з неправдою, оповістив її і закликає до виправлення», і засудив «поліцейське розуміння життя» у Мещерського. Стаховича він зарахував до «табору» Мініна і Пожарського, а Мещерського — до «табору» Малюти Скуратова. Заключні слова Плевако про Мещерського прозвучали, як анафема: «Він не доведе чесно мислячим російським людям, що небажані Стаховичі і потрібні тільки Мещерські. Досить з нас і одного Мещерського, дай Бог більше таких людей, як Стахович! Оцініть же вчинок князя, і до його стародавнього імені хай додадуть ім'я наклепника!».
Промови Плєвако і Маклакова у справі Мещерського справили враження, що вся освічена Росія знала тоді: князь Мещерський при всій одіозності його репутації в суспільстві славиться наставником Олександра III і Миколи II, які шанували Мещерського і субсидували його газету як «царський орган», «газету царів». Суд не став політиканствувати: він визнав царського «ментора» винним у наклепі і засудив його до двотижневого арешту на гауптвахті.
Гуманістично переконаний в тому, що «життя однієї людини дорожче за всілякі реформи», Плєвако боровся за безстороннє правосуддя: «перед судом всі рівні, хоч генералісимусом будь!». При цьому він вважав необхідним і природним для правосуддя милосердя: «Слово закону нагадує загрози матері дітям. Поки немає вини, вона обіцяє жорстоку кару непокірному сину, але ледве настане необхідність покарання, любов материнського серця шукає всякого мотиву пом'якшити необхідну міру страти». Але саме як гуманіст і правдолюб викривав він перед судом будь-які зловживання, лагоджені чи духовними людьми «під рясою і обителі», або «собаками» поліцейського розшуку під команду властей «Ату його!».

## Цікаві справи адвоката

### Справа про стареньку, що вкрала чайник
В справі про стареньку, що вкрала чайник, прокурор, бажаючи наперед паралізувати ефект захисної промови адвокату, сам виказав все можливе на користь звинуваченої. Після цього Плєвако сказав: «Багато бід, багато випробувань довелося зазнати Росії за її більш ніж тисячолітнє існування. Печеніги роздирали її, половці, татари, поляки. Все витерпіла, все подолала Росія, тільки міцніла і росла від випробувань. Але тепер, тепер… Старенька вкрала жерстяний чайник ціною в 30 копійок. Цього Росія вже, звичайно, не витримає, від цього вона загине». Стареньку виправдали.

### Справа про попа, який розкрадав церковні гроші
Судили одного попа. Вина підсудного в розкраданні церковних грошей була доведена. Він сам в ній признався. Свідки були всі проти нього. Прокурор виголосив убивчу для підсудного промову. Плєвако, що уклав парі з фабрикантом-меценатом С. Т. Морозовим (свідком був В. І. Немирович-Данченко) про те, що він вмістить свою захисну промову в одну хвилину і священика виправдають, промовчав все судове слідство, не задав нікому з свідків жодного питання. Коли ж настала його хвилина, він тільки і сказав, звернувшись до присяжних з характерною для нього душевністю: «Пани засідаючі присяжні! Більше двадцяти років мій підзахисний відпускав вам гріхи ваші. Один раз відпустите ви йому, люди російські!». Присяжні виправдали священика.

### Справа про чоловіка, котрий вбив свою дружину
Одного разу потрапила до Плєвако справа з приводу вбивства одним чоловіком своєї дружини. На суд адвокат прийшов як завжди, спокійний і впевнений в успіху, причому без жодних паперів. І ось, коли дійшла черга до захисту, Плєвако встав і вимовив:
— Пани засідаючі присяжні!
В залі почав стихати шум. Плєвако повторив:
— Пани засідаючі присяжні!
В залі настала мертва тиша і адвокат знову повторив:
— Пани засідаючі присяжні!
В залі пройшов невеликий шурхіт, але промова не починалася. Знову були повторені слова Плєвако:
— Пани засідаючі присяжні!
Тут в залі прокотився невдоволений гомін народу, який очікував видовища. Адвокат не звертав уваги і повторив:
— Пани засідаючі присяжні!
Зал вибухнув ревінням разом із суддею, прокурором і засідаючими. І нарешті, Плєвако підняв руку, закликаючи всіх заспокоїтися.
— Ну ось, пани, ви не витримали і 15 хвилин мого експерименту. А як цьому нещасному чоловікові слухати 15 років несправедливі докори своєї сварливої жінки через кожну нікчемну дрібницю?!
Зал заціпенів, потім вибухнув захопленими оплесками. Чоловіка виправдали.

### Справа про чоловіка, якого повія звинуватила в зґвалтуванні
Плєвако захищав чоловіка, якого повія звинуватила в зґвалтуванні і намагається через суд отримати з нього значну суму грошей за нанесену травму. Чоловік у свою чергу заявляє, що все було за доброю згодою. Останнє слово за Плєвако: «Пани присяжні, якщо ви присудите мого підзахисного до штрафу, то прошу з цієї суми відняти вартість прання простирадл, які позивальниця забруднила своїми туфлями». Повія схопилася і закричала: «Неправда! Туфлі я зняла!!!». Залом прокотився сміх. Підзахисний виправданий.

## Медаль імені Ф.Н.Плєвако

Золота медаль імені Ф. Н. Плєвако

На згадку про визначного діяча Ф. Н. Плєвако Челябінська колегія адвокатів в 1996 році заснувала премію імені Ф. Н. Плєвако, а Гільдія російських адвокатів в 1997 році — золоту медаль імені Ф. Н. Плєвако для нагородження діячів адвокатури за внесок у правозахисний рух (медаль занесено до Державного геральдичного реєстру Російської Федерації). У 2003 році засновано срібну медаль імені Ф. Н. Плєвако для нагородження найгідніших членів адвокатського товариства Росії, а також державних, політичних діячів, вчених-правознавців, журналістів, діячів культури за великий внесок у розвиток адвокатури і правозахисної діяльності.